# Ritra panowa
Ritra panowa är en fjärilsart som beskrevs av Hans Fruhstorfer 1914. Ritra panowa ingår i släktet Ritra och familjen juvelvingar. Inga underarter finns listade.